# Tatiana Minello
Tatiana Minello (ur. 1 marca 1970 w Santa Maria) – brazylijska siatkarka plażowa, wicemistrzyni Świata z 2001 roku razem z Sandrą Pires. 
Tatiana w latach 1990-1996 grała w siatkówkę halową we Włoszech jako przyjmująca. W siatkówkę plażową zaczęła grać w 1997 roku. Profesjonalną karierę zakończyła w 2010 roku.